# Jardín de Ridván
El Jardín de Ridván (en árabe: رضوان; Literalmente jardín del paraíso; también llamado Jardín Najibiyyih era un jardín arbolado en lo que hoy es el distrito de Rusafa de Bagdad, Irak a orillas del río Tigris. Es notable como la ubicación donde Bahá'u'lláh, el fundador de la Fe Bahá'í, permaneció durante doce días a partir del 21 de abril al 2 de mayo de 1863, después de que el Imperio Otomano lo exilió de Bagdad y antes de iniciar su viaje a Constantinopla. Durante su estancia en este jardín, Bahá'u'lláh anunció a sus seguidores que "él era la figura mesiánica de aquel a quien Dios se había manifestado", cuya venida había sido predicha por el Báb. Estos eventos se celebran anualmente durante el Festival de Ridván.
El jardín se encuentra en una amplia zona agrícola inmediatamente al norte de las murallas de la ciudad de Bagdad, a unos 450 metros (1.480 pies) desde el norte de la puerta Mu'azzam de la ciudad. Situado en la orilla oriental del río Tigris, en lo que hoy es el barrio de Bab al-Mu'azzam de Rusafa en Bagdad, estaba justo enfrente del distrito en el que Bahá'u'lláh vivió durante su estancia en la ciudad, sobre la orilla occidental del río. 
El jardín fue despejado a principios del siglo XX, para dar paso al "Hospital Real". La Ciudad Médica de Bagdad, un gran complejo de hospitales docentes, ahora se encuentra en su lugar.